# 불구형태소
어떤 형태소가 다른 형태소와 결합하는 관계가 제한적일 때 불구형태소 또는 특이형태소라고 한다.
불구형태소는 소수의 특정한 형태소와만 결합하여 사용되는 형태소이다. 예를 들어, “가랑개미”, “가랑눈”, “가랑니”, “가랑무”, “가랑비” 등에서만 사용되는 ‘가랑’이 있다. 이 단어들의 “가랑”이 모두 같은 형태소인지 아니면 의미에 따라 둘 이상으로 나뉠 수 있는지에 대해서는 이견이 있을 수 있으나, 그런 논의와 무관하게 이러한 “가랑”과 같은 형태소는 몇몇 낱말에서만 사용된다는 점에서 불구형태소에 해당한다.

## 같이 보기
형태소